# Alexander Goehr
Alexander Goehr (Berlijn, 10 augustus 1932 – Cambridgeshire, 26 augustus 2024) was een Brits componist en muziekpedagoog. Hij is zoon van de Duitse dirigent Walter Goehr, een leerling van Arnold Schönberg en tevens promotor van diens muziek. Moeder Laelia was opgeleid als pianiste.

## Loopbaan

### Jeugd
Al snel na Alexanders geboorte vertrok de Joodse familie in verband met de opkomst van nazi-Duitsland naar Engeland. Doordat vader en moeder in de klassieke muziek geworteld waren, zag hij al snel musici langs komen. Zo maakte hij al vroeg kennis met componisten als Mátyás Seiber en Michael Tippett. Bovendien hoorde Alexander al vroeg de voor die tijd hedendaagse muziek, niet alleen van Schönberg maar ook van bijvoorbeeld Olivier Messiaen. Walter Goehr leidde de VK-premiere van de Turangalîla-symfonie en Alexander was daarvan diep onder de indruk. Toch stimuleerde zijn ouders Alexander niet om de muziek in te gaan. Hij zou eerst klassieke talen studeren aan de Universiteit van Oxford, maar wendde zich toch tot het Royal Manchester College of Music voor een studie compositieleer bij Richard Hall. Met de pianist John Ogdon richtte hij de "New Music Manchester Group" op. Hij begon toen ook met componeren, waarbij hij net als Messiaen invloed onderging van de oosterse muziek en soortgelijke modaliteiten gebruikte als zijn studiegenoten Peter Maxwell Davies en Harrison Birtwistle. Tot zijn eerste werken behoorden Songs for Babel uit 1951 en zijn Pianosonate op. 2 uit 1953, opgedragen aan Sergej Prokofjev die in dat jaar overleed. In 1955 vertrok Alexander naar Parijs om er les te krijgen van Messiaen en er het muzikale leven in die stad op te snuiven. Hij raakte er bevriend met onder anderen Pierre Boulez, waardoor hij zich meer en meer wendde tot seriële avant-garde muziek. Hij nam Boulez' muzieknotatie 'Bloc sonore' over. Alexanders Strijkkwartet nr. 1 (1956-1957) is op die wijze gecomponeerd. Andersom voelde Boulez zich geroepen de muziek van Goehr uit te voeren, zodat die in Frankrijk te horen was. Goehr keerde echter al in 1956 terug naar Engeland. Daarbij wendde hij zich deels af van de invloed van de seriële muziek verloren, Goehr vond haar te veel gericht op de theoretische kant en (in die dagen) te veel gericht op Anton Webern.

### Periode 1956-1976
Hij brak in 1957 als componist door in zijn thuisland Engeland, toen zijn vader de cantate The deluge, gebaseerd op teksten van Sergej Eisenstein, op de lessenaar zette. Het was voor Goehr een groot en ambitieus werk, waarin hij zich liet inspireren door de Prokofjevs filmmuziek voor Eisensteins Alexander Nevski, maar ook door Anton Webern. Het genre cantate kwam vaker terug in Goehrs oeuvre. Een volgende cantate Sutter’s gold voor koor, bariton en symfonieorkest leverde een dieptepunt op. Vooral de zangers hadden het (te) moeilijk met hun partij. Dat viel ook de muziekcritici op, die het werk na de première in Leeds in 1961 afkeurden. Het zorgde ervoor dat Goehr zijn positie binnen de muziekwereld opnieuw onder ogen naam. Onder invloed van koordirigent John Alldis, ook promotor van nieuwe muziek, bleef Goehr zangstukken schrijven, met een combinatie van kerktoonladders en seriële muziek. Het bleef tot 1976 zijn voornaamste stijl van componeren, al werd hij binnen het serialisme steeds vrijer. Het leidde uiteindelijk tot zijn Little symphony op. 15 uit 1963, die is opgedragen aan zijn pas overleden vader. Het werk is gebaseerd op een akkoordenreeks van Catacomben, een van de deeltjes uit de Schilderijen van een tentoonstelling van Modest Moessorgski. Het verband tussen Goehrs symfonie en Moessorgski's werk lag in de diepgaande analyse die Walter Goehr over dit deeltje had gemaakt. Het steeds vrijer bewegen binnen het serialisme had tot gevolg dat Pierre Boulez weigerde Little symphony uit te voeren. Volgens hem nam Goehr te veel vrijheid, maar die trok zich daar niets van aan. De jaren zestig zagen een beweging in de muziek van Goehr. Door een intensievere samenwerking met Maxwell Davies en Birtwistle, onder meer door het stichten van de Wardour Castle Summer School, richtte Goehr zich meer naar opera en toneelmuziek. Een goed voorbeeld daarvan is Goehrs eerste opera Arden must die. Goehr greep daarbij terug op de Jacobijnse periode uit de Engelse geschiedenis en vermengde die met invloeden van Bertold Brecht. In 1967 richtte hij het Music Theater Ensemble op. Van 1968 tot 1971 volgde een drieluik voor het theater met Naboth’s vineyard, Shadowplay en de Sonata about Jerusalem, die ook daadwerkelijk in Jeruzalem werd uitgevoerd. In die tijd begon Goehr zich ook te laten gelden als muziekpedagoog. Hij was gedurende het seizoen 1968-1969 huiscomponist aan het New England Conservatory of Music in Boston en gastdocent aan de Yale-universiteit. Terug in Engeland gaf hij les aan de universiteiten van Southampton (1970-1971) en Leeds (1971-1976).

### Periode 1976-1996
Van 1976 tot zijn emeritaat in 1999 was Goehr muziekhoogleraar aan Trinity College van de Universiteit van Cambridge. Het jaar 1976 liet ook beweging zien in zijn stijl van componeren. Hat naoorlogse serialisme verdween langzamerhand en hij wendde zich naar meer open heldere klanken, te beginnen met zijn toonzetting van Psalm IV. Hij ging over op de 'figured bass' als moderne variant van basso continuo. Hij probeerde dit uit in symfonieën als de Sinfonia en de Symphony with chaconne, maar zijn instrumentale oeuvre werd overschaduwd door zijn koormuziek. Hij gebruikte daarin Bijbelse thema’s, aangepast aan de moderne tijd. Zo legde zijn Death of Moses uit 1992 een verband tussen Mozes en de Holocaust. Messiaen keerde in Sing, Ariel weer even terug in Goehrs muziekleven. Bij zijn opera Arianne liet hij zich beïnvloeden door muziek uit de Italiaanse renaissance met Claudio Monteverdi als leidraad; L’Arianna is een verloren gegane opera van Monteverdi.

### Periode na 1996
In deze periode liet Goehr zich steeds meer beïnvloeden door niet-westerse muziek. Zo is zijn opera Kantan and Damask Drum uit 1999 gerelateerd aan het Japanse No-spel en kyogen (theaterspel met poppen). Goehr wendde zich voor deze opera tot Japanse teksten uit de 15e eeuw. Door bezuinigingen binnen de operawereld kwam het niet tot opvoeringen. Goehr week steeds meer uit naar kamermuziek. Daarbij konden meer uitvoeringen plaatsvinden en behield hij een grotere zeggenschap over zijn compositie. Het leverde een steeds grotere eclectische stijl op, waarbij invloeden van Maurice Ravel (het Pianokwintet uit 2000 en Fantasie voor cello en piano uit 2005) en Igor Stravinsky (Marching to Carcasonne uit 2003) zich lieten gelden. Door een beter economisch klimaat werden allengs uitvoeringen van opera’s weer mogelijk, hetgeen leidde tot Promised end uit 2010, gebaseerd op King Lear van William Shakespeare. Een kamersymfonie onder de titel ...between the lines... is geschreven in de traditie van Schönbergs Kamersymfonie.
Goehr overleed op 26 augustus 2024 op 92-jarige leeftijd.

## Werklijst
| Opus | Jaar      | Titel                                                                  | Opmerking |
| ---- | --------- | ---------------------------------------------------------------------- | --- |
| 1    | 1951      | Songs of Babel                                                         | |
| 2    | 1952      | Pianosonate                                                            | |
| 3    | 1954      | Fantasia                                                               | klarinet en piano |
| 5    | 1956/1957 | Strijkkwartet nr. 1                                                    | revisie 1988 |
| 6    | 1957      | Capriccio                                                              | piano |
| 7    | 1957/1958 | The deluge                                                             | |
| 8    | 1959      | Variaties                                                              | fluit en piano |
| 9    | 1959      | Vier Japanse liederen                                                  | |
| 10   | 1959      | Sutter's Gold                                                          | opera |
| 11   | 1961      | Suite                                                                  | fluit, klarinet, hoorn, viool/altviool, cello en harp                                                                                             |
| 12   | 1959/1961 | Hecuba's Lament                                                        | |
| 13   | 1961/1962 | Vioolconcert                                                           | viool en orkest |
| 14   | 1962      | Two Choruses                                                           | |
|      | 1963      | Virtutes cyclus van negen liederen en melodramas                       | slagwerk, twee piano’s, twee klarinetten en cello                                                                                                 |
| 15   | 1963      | Little Symphony                                                        | orkest |
| 16   | 1963      | Little Music for Strings                                               | strijkorkest |
| 17   | 1964      | Vijf gedichten en een epigram van William Blake                        | gemengd koor en trompet |
| 18   | 1964      | Drie stukken                                                           | piano |
|      | 1964      | In Theresienstadt                                                      | mezzosopraan en piano (premiere in 2001) |
| 19   | 1965      | Pastoralen                                                             | |
| 20   | 1966      | Pianotrio                                                              | uitgevoerd met Yehudi Menuhin |
| 21   | 1966      | Arden must die                                                         | opera |
| 21a  | 1967      | Drie stukken uit Arden must die                                        | |
| 22   | 1966/1967 | Warngedichte liederen op tekst van Erich Fried                         | mezzosopraan voor Alice Esty en piano |
| 23   | 1967      | Strijkkwartet nr. 2                                                    | |
| 24   | 1968      | Romanza                                                                | cello en orkest geschreven voor Jacqueline du Pré                                                                                                 |
| 25   | 1968      | Naboth's Vineyard'’                                                    | opera |
| 26   | 1969      | Concertstuk                                                            | piano en orkest |
| 27   | 1969      | Nonomiya                                                               | |
| 28   | 1969      | Parafrase op de dramatische madrigaal Il Corinda by Claudio Monteverdi | klarinet solo |
| 29   | 1969      | Symfonie in een beweging                                               | |
| 30   | 1970      | Shadowplay                                                             | tenor, spreker, altfluit/altsaxofoon, hoorn, piano en cello                                                                                       |
| 31   | 1971      | Jerusalemsonate                                                        | |
| 32   | 1970      | Concerto voor elf                                                      | elf instrumentalisten |
| 33   | 1972      | Pianoconcert                                                           | piano en orkest |
| 34   | 1973/1974 | Chaconne                                                               | blaasinstrumenten |
| 34a  | 1979      | Chaconne                                                               | orgel |
| 35   | 1974      | Lyrische stukken                                                       | blaasinstrumenten en cello |
| 36   | 1974      | Metamorphose/Dans                                                      | |
| 37   | 1976      | Strjkkwartet nr. 3                                                     | |
| 38a  | 1976      | Psalm IV                                                               | voor sopraan, alt, dameskoor, altviool en orgel                                                                                                   |
| 38b  | 1976      | Fuga op de tonen van of Psalm IV                                       | |
| 38c  | 1977      | Romanza op de tonen van Psalm IV                                       | |
| 39   | 1978      | Prelude en fuga                                                        | twee besklarinetten en een basklarinet |
| 40   | 1979      | Babylon the Great is Fallen                                            | cantate voor koor en orkest voor de 50ste verjaardag van het BBC Symphony Chorus)                                                                 |
| 41   | 1979      | Das Gesetz der Quadrille                                               | |
| 42   | 1979      | Sinfonia                                                               | |
| 43   | 1981      | Twee etudes                                                            | |
| 44   | 1985      | Behold the Sun                                                         | opera |
| 44a  | 1985      | Behold the Sun                                                         | dramatische scène |
| 45   |           | Cellosonate                                                            | cello en piano |
| 46   | 1985      | ...a musical offering (J.S.B. 1985)...                                 | |
| 47   | 1985      | Two Imitations of Baudelaire                                           | gemengd koor a capella |
| 48   | 1986      | Symfonie met chaconne                                                  | |
| 49   | 1988      | Eva droomt in het paradijs”                                            | mezzosopraan, tenor en orkest voor het City of Birmingham Symphony Orchestra)                                                                     |
| 50   | 1988      | ...in real time                                                        | piano solo |
|      | 1988      | Stilllands                                                             | drie stukken voor klein orkest |
|      | 1989      | Carol for St. Steven                                                   | gemengd koor |
| 51   | 1990      | Sing Ariel                                                             | |
| 52   | 1990      | Strijkkwartet nr. 4                                                    | in memoriam John Ogdon |
|      | 1990      | Variaties op Bach’s Sarabande uit de Engelse suite in e-mineur         | |
| 53   | 1992      | The Death of Moses                                                     | cantate voor vijf solisten, gemengd koor, kinderkoor en dertien instrumentalisten                                                                 |
| 55   | 1992      | Colossos or Panic                                                      | orkest |
| 54   | 1993      | The mouse metamorphosed into a maid naar een fabel van La Fontaine     | onbegeleide zangstem (voor Lucy Shelton) |
|      | 1993      | Cambridge Hocket                                                       | vier hoorns en orkest |
| 56   | 1992/1993 | Psalm 39                                                               | voor dubbelkoor en blaasensemble voor het Nederlands Blazers Ensemble en Nederlands Kamerkoor première 14 mei 1993; onder leiding van John Alldis |
| 58   | 1995      | Arianna                                                                | opera |
| 58a  |           | Arianna Abbandonata                                                    | tenor en gitaar |
| 58b  | 1995      | Cori di Pescatori                                                      | gemengd koor en piano |
| 59   |           | Uninterrupted movement                                                 | solo cello, vier cellisten en andere cellisten |
| 60   | 1996      | Drie liederen                                                          | |
| 61   | 1996      | Schlussgesang                                                          | zes stukken voor altviool en orkest |
| 62   | 1996      | Quintet Five objects Darkly                                            | basklarinet, hoorn, viool, altviool en piano |
| 63   | 1997      | Idées Fixes                                                            | ensemble |
| 64   | 1997      | Sur terre, en l'air                                                    | altviool en piano |
| 67   | 1997/1998 | Kantan and Damask Drum                                                 | theatermuziek |
| 68   |           | Three sonnets and two fantasias                                        | countertenor en vioolensemble (alt-, tenor- en basviool)                                                                                          |
| 69   | 2000      | Pianokwintet                                                           | |
| 70   | 2000      | Suite                                                                  | |
| 71   | 2002      | ...a second musical offering                                           | waaruit ook Ouverture met Händeliaans air |
| 72   | 2002      | ...around Stravinsky                                                   | viool en blaaskwartet |
| 73   | 2002      | Symmetry Disorders Reach                                               | piano |
| 74   | 2003      | Marching to Carcasonne                                                 | kamerorkest |
| 75   | 2003      | Adagio (Autoporträt)                                                   | |
| 76   | 2004      | Dark Days                                                              | |
|      | 2004      | Compositie van A’s en G’s                                              | sopraansaxofoon solo |
| 77   | 2005      | Fantasie                                                               | cello en piano |
| 78   | 2006      | Broken Lute                                                            | zes stukken voor solo viool |
| 78a  | 2006      | Broken Lute                                                            | altfluit, hobo en strijkinstrumenten |
| 79   | 2007      | Klarinetkwintet                                                        | |
| 80   | 2008      | Since Brass, nor Stone...                                              | fantasie voor strijkinstrumenten en percussie |
| 81   | 2008      | Manere                                                                 | klarinet en viool |
| 81a  | 2008      | Manere III                                                             | klarinet hoorn en viool |
| 81b  | 2008      | Manere                                                                 | voor klarinet en hoorn |
| 82   | 2008      | Ouverture                                                              | ensemble |
| 83   | 2008/2009 | Promised End                                                           | opera |
| 84   | 2009      | Broken Psalm                                                           | gemengd koor (SATB) en orgel |
| 85   | 2010      | Turmmusik (Tower Music)                                                | twee klarinetten en strijkinstrumenten met solo bariton                                                                                           |
|      | 2011      | When Adam Fell                                                         | voor orkest (naar Durch Adams Fall ist ganz verderbt (BWV 637) van Johann Sebastian Bach)                                                         |
| 87   | 2010      | Hymn to night                                                          | altviool en piano |
| 90   |           | To these dark steps / The fathers are watching                         | tenor, kinderkoor en ensemble tekst van Gabriel Levin                                                                                             |
| 91   | 2012      | Largo Siciliano                                                        | trio voor viool, hoorn en piano |
| 92   | 2012      | Pomfret, The dungeon of the castle, Enter King Richard                 | bariton en piano |
| 93   | 2012      | Variations (Homage to Haydn)                                           | solo piano |
| 95   | 2015/2016 | Twee sarabandes                                                        | orkest |
| 96   |           | Zeven impromptus                                                       | twee piano’s |
| 97   |           | Verschwindendes Wort                                                   | mezzosopraan, tenor en ensemble |
| 100  |           | Pianotrio nr. 2 “Nighttown”                                            | |
| 101  | 2016/2017 | After The waking                                                       | kwintet (klarinet/basklarinet, fagot, hoorn, viool en contrabas)                                                                                  |

### Uitvoeringen
Zijn muziek is over de gehele wereld te horen geweest. De Londense Proms programmeerden zijn muziek 18 keer, waarbij slechts twee werken vaker dan één keer gespeeld werden. Zo af en toe drong Goehrs muziek ook tot Nederland door, waarbij de recensenten een wisselend beeld gaven. Zo werd A musical offering uit 1985 in 1993 neergesabeld door de muziekrecensent van Trouw ("nodeloos verwarrende mengeling van stijlen en vormen"), terwijl Het Parool het in datzelfde jaar had over "Alexander Goehr schrijft opeens mooie muziek". Het Koninklijk Concertgebouworkest heeft tot 2017 nimmer een werk van deze componist uitgevoerd. Binnen zijn discografie is er een redelijk aantal opgenomen werken (veertig werken) te vinden, maar hiervoor geldt eigenlijk hetzelfde als voor de Proms. De meeste stukken zijn slechts in een of twee versies te verkrijgen. De verkrijgbaarheid van zijn muziek werd echter getroffen door de faillissementen van specifiek op Britse muziek gerichte platenlabels als Unicorn-Kanchana en Lyrita.
- Bibsys: 98021181
- Bibliothèque nationale de France: cb123983326 (data)
- CiNii: DA12239487
- Gemeinsame Normdatei: 119016508
- International Standard Name Identifier: 0000 0000 8185 6249
- Library of Congress Control Number: n81028333
- Nationale Bibliotheek van Letland: 000309849
- MusicBrainz: 78767e76-acfd-4682-98c1-fa54a0d224cb
- Nationale Bibliotheek van Tsjechië: pna2005311874
- Nationale bibliotheek van Australië: 36537689
- Nationale Bibliotheek van Israël: 987007261861105171
- Nationale Bibliotheek van Polen: a0000003661366
- Nederlandse Thesaurus van Auteursnamen: 073910872
- Réseau des bibliothèques de Suisse occidentale: 02-A010089752
- LIBRIS: 206905
- SNAC: w689494f
- Système universitaire de documentation: 244118604
- Trove: 1279671
- Virtual International Authority File: 116690006
- WorldCat: E39PBJjt6bwqybFRkhqf3RB9Dq